# تی-۳۵
تی-۳۵ یک تانک سنگین با چند برجک ساخت شوروی بود توسط ارتش سرخ در جنگ جهانی دوم به کار گرفته شد.

## طراحی و توسعه

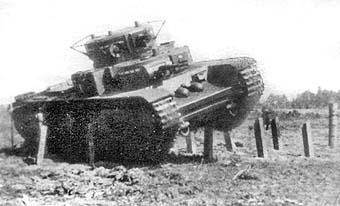
تانک T-35A در حین آزمایش

دو پیش‌نمونه تانک تی-۳۵ بین سال‌های ۱۹۳۲ و ۱۹۳۳ توسط بخش مکانیک دفتر طراحی آزمایشی کارخانه بلشویک در لنینگراد تکمیل شد. ظاهر و بسیاری دیگر از اجزای این تانک از جمله کاربرد چند برجک، از طریق تانک تی-۲۸، به شدت متأثر از تانک بریتانیایی ویکرز ایندیپندنت بود. نخستین مدل تی-۳۵–۱ با وزن ۵۰٫۸ تن دارای موتور بنزینی M6 و یک توپ اصلی ۷۶٫۲ میلی‌متری PS-3 با ۴ برجک دیگر شامل دو توپ ۳۷ میلی‌متری و دو مسلسل بود. این تعداد تسلیحات نیاز به ۱۰ نفر خدمه ایجاد می‌نمود. مشکلات هنگام آزمایش، پیچیدگی برخی قطعات و هزینه بالا تی-۳۵–۱ را برای تولید انبوه نامناسب ساخته بود. پیش‌نمونه دوم با عنوان تی-۳۵–۲ از موتور قدرتمندتر M-17 و سیستم تعلیق اصلاح شده استفاده می‌کرد و تعداد برجک‌های کاهش یافته بود تا خدمه به ۷ نفر برسد. زره قوی‌تر ۳۵ میلی‌متری در جلو و ۲۵ میلی‌متری در اطراف و پشت، تانک را در مقابل آتش تسلیحات کوچک و ترکش خمپاره مقاوم می‌ساخت. تولید این مدت در ۱۱ اوت سال ۱۹۳۳ تأیید شد. با توجه به مشغله کارخانه بلشویک، کار تولید به کارخانه لوکوموتیو خارکوف منتقل گشت. مقداری بهبود در طراحی تی-۳۵ بین سال‌های ۱۹۳۳ تا ۱۹۳۹ اعمال گردید. مدل سال ۱۹۳۵ طولانی‌تر و به برجک جدید طراحی شده برای تانک تی-۲۸ با یک توپ ۷۶٫۲ میلی‌متری L-10 مجهز بود. در این مدل دو توپ ۴۵ میلی‌متری جایگزین توپ‌های پیشین ۳۷ میلی‌متری شدند. نهایتاً سال ۱۹۳۸ با افزایش تهدید توپ‌های قدرتمندتر ضد تانک، شش تانک آخر با زره زاویه‌دار برجک جهت ارتقای حفاظت تولید گشت. تا سال ۱۹۳۹ کاملاً روشن بود که زره تی-۳۵ به عنوان یک تانک سنگین بسیار نازک است؛ در همین حال سیستم تعلیق نیز بیش از ظرفیت بارگزاری شده بود و امکان ارتقا بیشتر وجود نداشت. با وجود قصد تولید انبوه، در مجموع تنها حدود ۶۱ دستگاه از تانک‌های تی-۳۵ بین سال‌های ۱۹۳۳ تا ۱۹۳۹ تولید شد.

## ویژگی‌ها

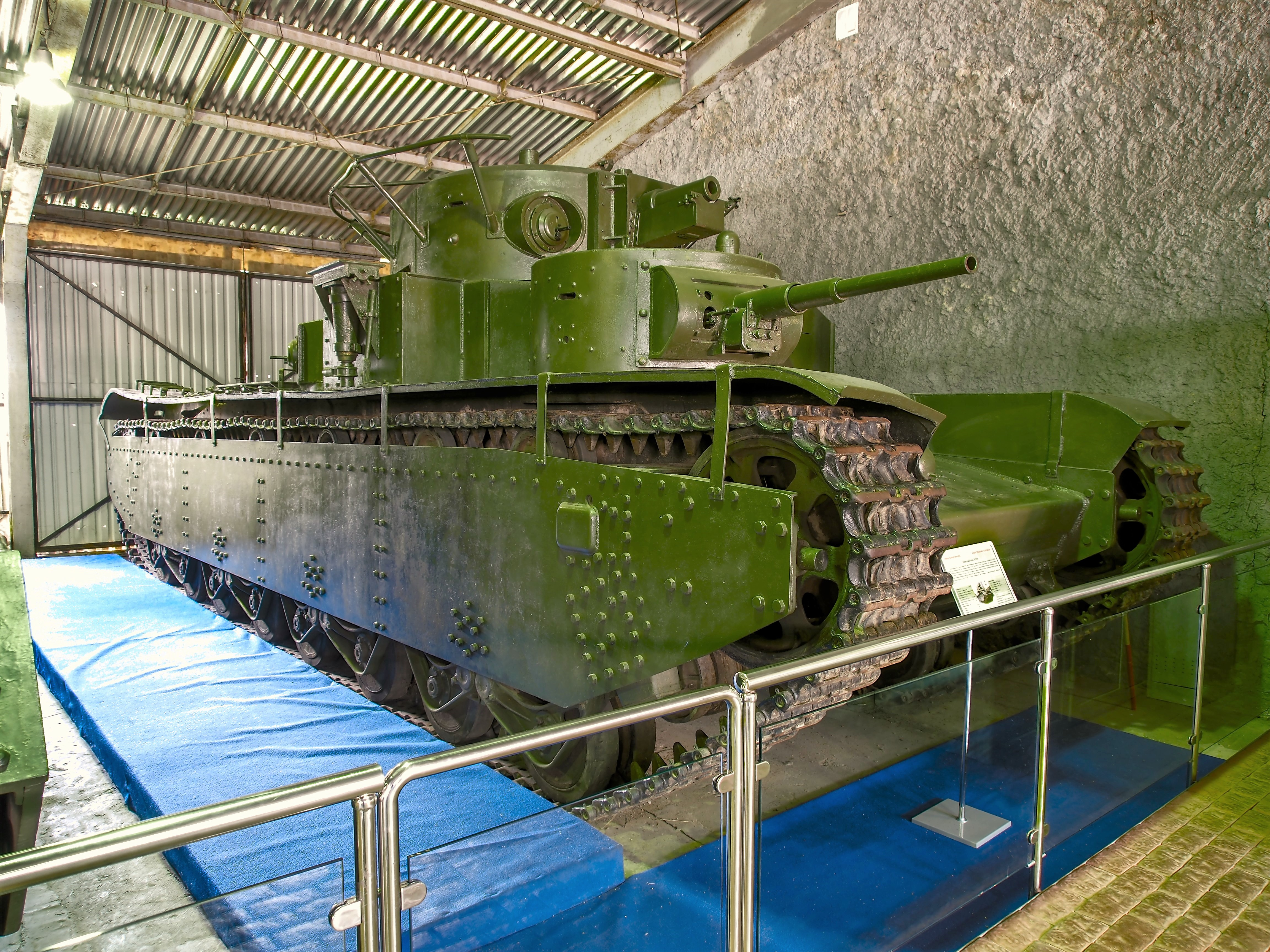
در موزه تانک کوبینکا

اندازه بزرگ و سیستم ناکافی چرخش، تحرک‌پذیری تانک را به خصوص بر روی موانع دشوار ساخته بود. در صورت حرکت، هماهنگی بین برجک‌ها و شلیک دقیق سخت می‌شد. اثربخشی کلی تسلیحات با کالیبر نسبتاً پایین توپ اصلی، محدودتر گشته بود. تولید هر تی-۳۵ معادل ۹ تانک بی‌تی هزینه داشت که موجب برداشته شدن تمرکز از آن گشت. با وجود جثه بزرگ بیرونی، فضای داخل آن تنگ و ناکافی بود.

## تاریخچه عملیاتی
تمامی تانک‌های تولید شده به یک تیپ تانک در نزدیکی مسکو اختصاص یافتند. تی-۳۵ هیچ نبردی در جنگ زمستان بین شوروی و فنلاند تجربه نکرد. تنها هدف از آن حضور در رژه‌ها برای به رخ کشیدن دستاوردها و قدرت شوروی بود. پیشرفت‌های تسلیحاتی تی-۳۵ را برای خط مقدم نامناسب ساخته بود؛ بدین جهت سال ۱۹۴۰ توصیه شد از آن صرفاً در مقاصد آموزشی استفاده گردد. به پا شدن جنگ با آلمان در ماه ژوئن سال ۱۹۴۱ قبل از محقق شدن این مسئله، موجب ادامه خدمت آن گشت. اطلاعات اندکی از سرنوشت این تانک‌ها در نخستین سال جنگ موجود است اما از تعدادی از آن‌ها ماه دسامبر در دفاع از مسکو به عنوان استحکامات ثابت استفاده شد. بیشتر این تانک‌ها احتمالاً در اثر مشکلات فنی در نبردهای تابستانه در اوکراین در حال خدمت در هنگ‌های ۶۷ و ۶۸ تانک در لشکر سی و چهارم تانک از سپاه ۸ مکانیزه از دست رفته‌اند.

## مشخصات فنی (مدل ۱۹۳۸)

### مشخصات عمومی
- خدمه: ۱۱ نفر

#### ابعاد
- طول: ۹٫۷۲ متر
- عرض: ۳٫۲ متر
- ارتفاع: ۳٫۴۳ متر

#### وزن
- وزن: ۴۵ تن

#### زره
- ۱۰ تا ۳۰ میلی‌متر

#### پیشرانه
- نیرومحرکه: یک موتور بنزینی ۱۲ سیلندر M-17M: با توان ۵۰۰ اسب بخار (۳۷۳ کیلو وات)

### عملکرد
- حداکثر سرعت: ۳۰ کیلومتر بر ساعت در جاده
- حداکثر برد: ۱۵۰ کیلومتر در جاده
- عبور از موانع:
  - حداکثر زاویه: ۲۰ درجه
  - حداکثر ارتفاع: ۱٫۲ متر
  - حداکثر عرض سنگر: ۳٫۵ متر[۳]

### تسلیحات
- ۱ توپ کالیبر ۷۶٫۲ میلی‌متر: ۷۸ گلوله
- ۲ توپ کالیبر ۴۵ میلی‌متر
- ۶ مسلسل کالیبر ۷٫۶۲ میلی‌متر DT
- ۱ مسلسل ضدهوایی P-40[۲]